# 豊原北信号場
豊原北信号場（ほうげんきたしんごうじょう）は、かつて台湾台中市豊原区にあった台湾鉄路管理局台中線（旧山線）及び東勢線の廃止された信号場である。三義駅以南の旧山線区間で最南端である。

## 信号場構造
- 台中線と東勢線の分岐点であった。豊原までは複線[2]、后里及び朴口方向は単線であった。本信号場 - 豊原間は列車集中制御装置(CTC)で制御されていたが、東勢線はCTC制御ではなかったので、台中線から分岐後すぐにCTC区間は終端となっていた。[3]

## 利用状況
- 既に廃止されている。后里 - 豊原間の新線は本信号場の東南方向数百mで旧線と合流する。
- 東勢線廃止後は単線から複線への移行信号場として使用された。[4]
- 東勢線の廃線跡は自転車道（東豊自行車緑廊）となった。
- 台中線の旧線廃線跡も自転車道（后豊鉄馬道）となった。

## 信号場周辺
- 東豊自行車緑廊起点
- 后豊鉄馬道起点
- 旧大甲渓鉄橋

## 歴史
- 1959年1月12日 - 東勢線が開業した。[注 2]
- 1966年7月20日 - 本信号場が開設された。[5]
- 1991年9月1日 - 東勢線が廃止された。
- 1997年8月21日 - 豊原 - 后里間の複線新線への移行に伴い廃止となった。[5]

## 隣の駅
台湾鉄路管理局
台中線（旧線）
后里駅 - 豊原北信号場 - 豊原駅
東勢線（廃線）
豊原駅 - 豊原北信号場 - 朴口駅